# Mehdi Hosseini

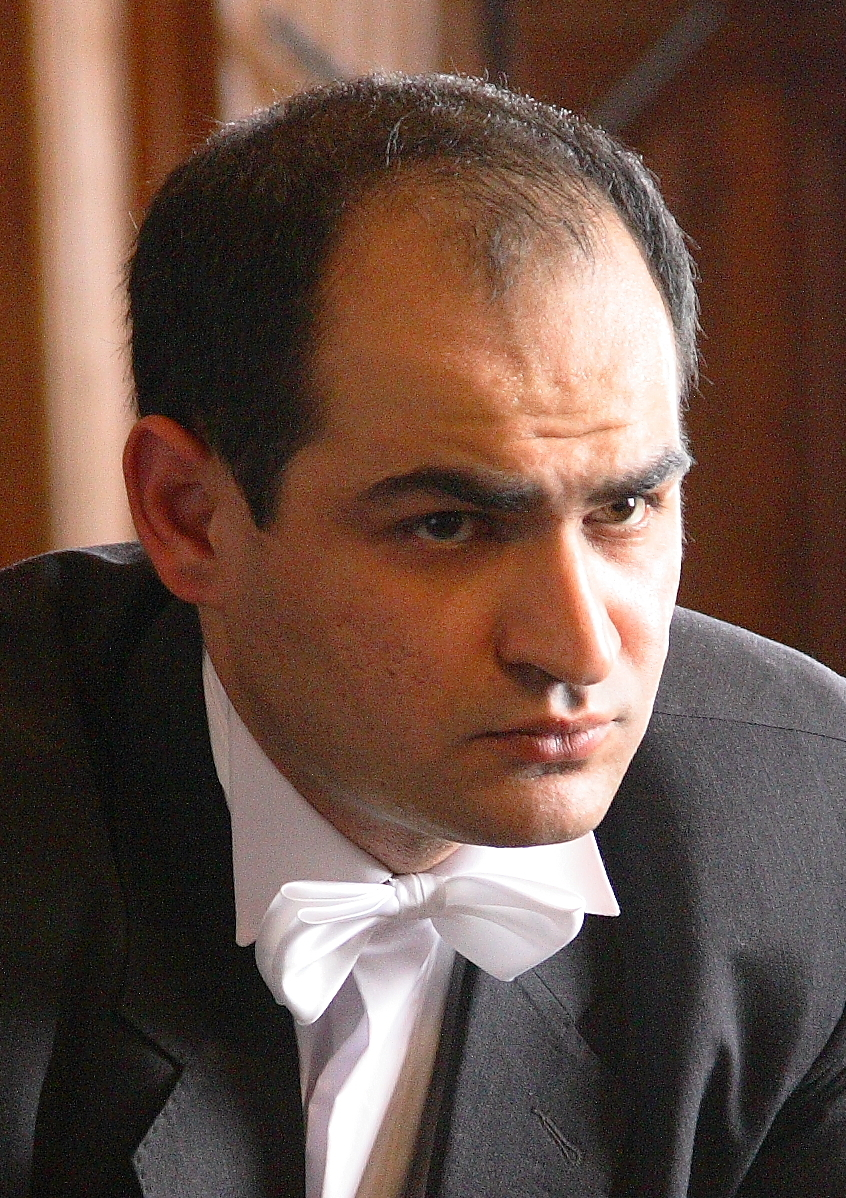
Mehdi Hosseini (2009)

Seyed Mehdi Hosseini Bami (Persian: سید مهدی حسینی بمی; * Juli 1979 in Teheran) ist ein iranischer Komponist und Musikwissenschaftler.
Mehdi Hosseini (Seyed Mehdi Hosseini Bami) ist in Teheran 1979 geboren. Er begann seine musikalische Ausbildung im Iran, wo er die Theorie der persischen Musik und Komposition unter der Leitung von Farhad Fakhreddini studierte. Später absolvierte M. Hosseini das Sankt Petersburger Konservatorium mit dem Hauptfach Komposition unter der Leitung des Musikprofessors Alexander Mnazakanjan und setzte weiter sein Studium als Doktorand unter der Leitung des Komponisten Sergei Michailowitsch Slonimski sowie in Musikwissenschaft unter der Leitung der Musikprofessorin Tatjana Berschadskaja fort. Außerdem studierte Hosseini Komposition auch bei Musikprofessor Nigel Osborne.
Hosseini zeigt sich sowohl im musikalischen Schaffen, indem er die Musik in ganz verschiedenen Gattungen komponiert, als auch in der Forschung der herrlichen und erstaunlich vielfältigen Volksmusik von verschiedenen Provinzen Persiens. Als Musiker-Theoretiker schenkt Hosseini viel Aufmerksamkeit dem Erlernen des Wesens und der Struktur der wichtigsten Erscheinung in der orientalischen Musik, darunter auch dem traditionellen persischen modalen Musiksystem Dastgah.
2011 gründete Mehdi Hosseini das Sankt-Petersburger Zentrum für zeitgenössische Musik, das die neue akademische Musik in Russland, darunter auch in Sankt Petersburg verbreitet. 2013 wurde auf seine Initiative das Sankt-Petersburger internationale Festival der neuen Musik „reMusik.org“ gegründet. 2013 wurde er für sein Musikalbum „Monodies“ mit dem Preis „Bestes Musikalbum des Jahres im Bereich der akademischen Musik“ durch das Iranische Musikhaus ausgezeichnet.